# Courtney Thorne-Smith
Courtney Thorne-Smith, (8. studenog 1967.), američka glumica.
Televizijskim gledateljima je najpoznatija po ulozi odvjetnice Georgije Thomas u "Ally McBeal", zatim uloge Cheryl u humorističnoj seriji "Svijet prema Jimu", te naposljetku po ulozi Allison Parker u primetime sapunici "Melrose Place".

## Životopis

### Privatni život
Rođena je u San Franciscu, Kaliforniji, no odrasla je u Menlo Park, južnom predgrađu grada. Otac, Walter Smith, bio je kompjuterski tržišni istraživač, a majka je bila terapeut. Roditelji su joj se rastali kad je Courtney bilo 7. Courtney je pohađala srednju školu Menlo-Atherton, u Athertonu. Maturirala je 1985. u srednjoj školi Tamalpais, Mill Valley, u Kaliforniji. Dok je pohađala školu, nastupala je u dramskoj grupi.
U lipnju 2000., Courtney se udala za genetičkog znanstvenika Andrewa Conrada, no rastali su se u siječnju 2001. Nakon upoznavanja na aerodromu, upoznala je svog sadašnjeg supruga Rogera Fishmana, te su se vjenčali 1. siječnja 2007. 11. siječnja 2008., Courtney je rodila njihovo prvo dijete, dječaka po imenu Jacob "Jake" Emerson Fishman.

### Karijera
Courtney je svoj filmski debut ostvarila 1986.-e u drami "Lucas", u kojoj je nastupala s Winonom Ryder, Coreyjem Haimom i Charlijem Sheenom. 80-ih je snimila i filmove poput "Osveta šmokljana 2: Šmokljani u raju", "Side Out" itd.
Courtney je najpoznatija po televizijskim ulogama. Pojavila se u nekoliko serija u 80-ima, ali prvu značajniju ulogu je dobila 1992. u primetime sapunici "Melrose Place", u kojoj je nastupala 5 sezona. Nakon što je napustila "Melrose Place", 1997. godine pridružila se glumačkoj postavi serije "Ally McBeal", u kojoj se zadržala tri sezone. Seriju napušta zbog svog zdravlja i zbog toga što je željela provesti što više slobodnog vremena uz svog tadašnjeg supruga Andrewa Conrada.
2001. godine vraća se na televizijske ekrane u humorističnoj seriji "Svijet prema Jimu" u ulozi Cheryl, Jimove supruge. 2007. godine objavljuje svoj prvi roman, "Outside In".

## Filmografija

### Televizijske uloge
- “Dva i pol muškarca”(Two and a half man) kao Lindsay

- "Svijet prema Jimu" (According to Jim) kao Cheryl (2001. – 2009.)
- "Ally McBeal" kao Georgia Thomas (1997. – 2000.)
- "The Norm Show" kao Rebecca (2000.)
- "Ally" kao Georgia Thomas (1999.)
- "Partners" kao Danielle/Gina Darrin (1996.; 1999.)
- "Svi gradonačelnikovi ljudi" (Spin City) kao Daielle Brinkman (1997. – 1998.)
- "Melrose Place" kao Allison Parker (1992. – 1997.)
- "Grapevine" kao Lisa (1992.)
- "Zakon u Los Angelesu" (L.A. Law) kao Kimberly Dugan (1990.)
- "Anything But Love" kao Allison (1990.)
- "Day by Day" kao Kristin Carlson (1988. – 1989.)
- "Growing Pains" kao studentica (1988.)
- "Fast Times" kao Stacey Hamilton (1986.)

### Filmske uloge
- "Batman: New Times" kao Žena-mačka (glas) (2005.)
- "Chairman of the Board" kao Natalie Stockwell (1998.)
- "The Lovemaster" kao Deb (1997.)
- "Beauty's Revenge" kao Cheryl Ann Davis (1995.)
- "Whisper of the Heart" kao Shiho (glas) (1995.)
- "Breach of Conduct" kao Helen Lutz (1994.)
- "Side Out" kao Samantha (1990.)
- "Summer School" kao Pam House (1987.)
- "Osveta šmokljana 2: Šmokljani u raju" (Revenge of the Nerds II: Nerds in Paradise) kao Sunny Carstairs (1987.)
- "Infidelity" kao Robin (1987.)
- "The Thanksgiving Promise" kao Sheryl (1986.)
- "Welcome to 18" kao Lindsey (1986.)
- "Lucas" kao Alise (1986.)